# 田島正男
田島 正男（たじま まさお、1892年（明治25年）3月16日 - 1986年（昭和61年）6月11日）は、大日本帝国陸軍軍人。最終階級は陸軍少将。

## 経歴
1892年（明治25年）に高知県で生まれた。陸軍士官学校第26期卒業。1940年（昭和15年）8月1日に陸軍歩兵大佐に進級し、12月11日に歩兵第10連隊長（関東軍・第10師団・第10歩兵団）に就任して、佳木斯に駐屯した。
1944年（昭和19年）11月15日に第10方面軍司令部附となり、1945年（昭和20年）2月17日に編制された独立混成第103旅団（第10方面軍）の旅団長に2月22日に就任し、3月1日に陸軍少将に進級。淡水に展開し、米軍の上陸に備える中で終戦を迎えた。
1947年（昭和22年）11月28日、公職追放仮指定を受けた。